# Ях'я аль-Музаффар
Ях'я ібн аль-Мунзир аль-Музаффар (араб. يحي بن المنذر المظفر; д/н — 1036) — 2-й емір Сарагоської тайфи в 1023—1036 роках.

## Життєпис
Походив з арабського роду Туджибідів. Син Мунзира I, еміра Сарагоської тайфи. Ймовірно з 1021 року з огляду на слабке здоров'я батька долучився до управління державними справами. В свою чергу кордовський халіф Аль-Касім аль-Мамун, що стрімко втрачав підтримку на півдні Піренеїв призначив Ях'ю хаджибом халіфату. Втім 1023 року, коли проти аль-Мамуна виступив його небіж Ях'я аль-Муталі, то Ях'я не надав халіфові військової підтримки, оскільки в цей час помер його батько. Тому він вважав за краще залишитися в Сарагосі для зміцнення своєї влади.
Став першим карбувати золоті динари, чим прирівняв себе у статусі до халіфа. Також прийняв почесне ім'я аль-Музаффар («Переможець»). Загалом продовжив політику попередника, зумівши укласти мирний договір з толедським еміром Ісмаїлом аз-Захіром, оженившись на його сестрі. Також зміцнив владу над Туделою і Лерідою. 1029 року оголосив сина Мунзира своїм співправителем.
Водночас тривали прикордонні сутички з королівством Наварра. Здійснював набіги уздовж річки Ебро. Після поділу 1035 року Наваррського королівства на власне Наварру і Арагон, активно підтримував останнє проти наваррського короля. Разом з тим відмовився визнати Псевдо-Гішама II, якого оголосив халіфом Аббад I, емір Севільї.
Також сприяв розбудові столиці, збільшивши велику мечеть Сарагоси удвічі — до 5 тис. м². Підтримував існування літературних і наукових ґуртків при своєму дворі.
Помер Ях'я аль-Музаффар 1036 року. Йому спадкував син Мунзир II.